# Centralafrikanska republikens damlandslag i fotboll
Centralafrikanska republikens damlandslag i fotboll representerar Centralafrikanska republiken i fotboll på damsidan. Dess förbund är Fédération Centrafricaine de Football.